# Campeonato de los Cuatro Continentes de Patinaje Artístico sobre Hielo de 2021
El XXIII Campeonato de los Cuatro Continentes de Patinaje Artístico sobre Hielo se iba a celebrar en Sídney (Australia) entre el 10 y el 14 de febrero de 2021 bajo la organización de la Unión Internacional de Patinaje sobre Hielo (ISU) y la Asociación Australiana de Patinaje sobre Hielo. Pero debido a la pandemia de COVID-19 el evento fue cancelado.